# Plebejus pallida
Plebejus pallida är en fjärilsart som beskrevs av Gunder 1925. Plebejus pallida ingår i släktet Plebejus och familjen juvelvingar. Inga underarter finns listade i Catalogue of Life.